# Karl den Dristige, hertug af Burgund
Karl den Dristige (fransk: Charles le Hardi eller Charles le Téméraire nederlandsk: Karel de Stoute) (født 10. november 1433, død 5. januar 1477) blev den sidste hertug af Burgund.

## Regent af Burgund ogNederlandene
Ved sin far Philip den Godes død i 1467 blev Karl hertug af Burgund og Nederlandene (svarer stort set til nutidens Belgien og Luxembourg). 
Karl den Dristige ønskede at få Burgund ophøjet til kongerige. Derfor lå han i evig strid med kong Ludvig 11. af Frankrig. Karl forsøgte at erobre hertugdømmerne Bar og Lothringen for at få sammenhæng mellem sine luxembourgske besiddelser og hertugdømmet Burgund. Under kampen om Lothringen faldt Karl i Slaget ved Nancy (Bataille de Nancy) i 1477. Hans maltrakterede lig blev først fundet tre dage senere.
Han blev begravet i Nancy, men i 1550 krævede hans oldebarn og arving Karl 5. ham flyttet til Vor Frues Kirke i Brugge ved siden af hans datter Marie. I 1562 fik Karl 5.s søn Filip 2. af Spanien bygget et mausoleum i tidlig renæssancestil, som stadig ekstisterer.
Ved udgravninger i 1979 blev rester af Marie fundet i en blykiste, mens der blev ikke fundet rester af Karl.

## Familie
Karl den Dristige var søn af hertug Philip den Gode af Burgund og prinsesse Isabella af Portugal (1397–1471) og blev født i Dijon. 
Karl giftede sig med prinsesse Isabella af Bourbon. De fik datteren Marie, der arvede faderens titel og hans nederlandske besiddelser. 

## Burgunds opløsning
Efter Karl den Dristiges død blev hertugdømmet Burgund erobret af kong Ludvig 11. af Frankrig. Karls datter Marie den Rige af Burgund overtog faderens nederlandske besiddelser. 
Få måneder efter sin fars død giftede Marie sig med ærkehertug Maximilian af Østrig. Han blev tysk-romersk kejser som Maximilian 1. Gennem dette ægteskab faldt Nederlandene i habsburgernes hænder. 